# Niederlustadt
Niederlustadt ist einer von zwei Ortsteilen der rheinland-pfälzischen Ortsgemeinde Lustadt.

## Lage
Niederlustadt liegt im östlichen Gemeindegebiet und ist mit dem Nachbarort Oberlustadt baulich inzwischen zusammengewachsen. Der Hofgraben durchfließt das Siedlungsgebiet. Zu Niederlustadt gehören zusätzlich die Wohnplätze Auf der Heide, Im Röderfeld und Am Klärwerk. Im Süden der Gemarkung erstreckt sich der Bellheimer Wald; in diesem Bereich verläuift außerdem in West-Ost-Richtung die Queich.

## Geschichte
Bis Ende des 18. Jahrhunderts gehörte Niederlustadt zur dem Johanniterorden unterstehenden  Komturei Heimbach. Von 1798 bis 1815, als die Pfalz Teil der Französischen Republik (bis 1804) und anschließend Teil des Napoleonischen Kaiserreichs war, war Niederlustadt in den Kanton Germersheim im Departement des Niederrheins eingegliedert  und unterstand der Mairie Oberlustadt. 1815 hatte die Gemeinde insgesamt 731 Einwohner. Im selben Jahr wurde der Ort Österreich zugeschlagen. Bereits ein Jahr später wechselte der Ort wie die gesamte Pfalz in das Königreich Bayern. Von 1818 bis 1862 gehörte Nieder-Lustadt – so die damalige Schreibweise –  dem Landkommissariat Germersheim an; aus diesem ging das Bezirksamt Germersheim hervor.
1928 hatte Niederlustadt 989 Einwohner, die in 207 Wohngebäuden lebten. Sowohl die Protestanten als auch die Katholiken gehörten  damals zur Pfarrei von Oberlustadt. Ab 1939 war der Ort Bestandteil des Landkreises Germersheim. Nach dem Zweiten Weltkrieg wurde Niederlustadt innerhalb der französischen Besatzungszone Teil des damals neu gebildeten Landes Rheinland-Pfalz. Im Zuge der ersten rheinland-pfälzischen Verwaltungsreform wurde Niederlustadt am 7. Juni 1969 mit der Nachbargemeinde Oberlustadt zur neuen Ortsgemeinde Lustadt zusammengelegt.

## Wappen
| Wappen von Niederlustadt | Blasonierung: „In Blau ein durch einen silbernen Balken geteilter und in der unteren Hälfte durch einen Pfahl gespaltener silberner Ring, in der oberen Hälfte ein schwebendes achtspitziges silbernes Johanniterkreuz.“ |
| Wappen von Niederlustadt | Wappenbegründung: Das Johanniterkreuz weist auf die einstige Zugehörigkeit zur Komturei Heimbach hin |

## Kultur
Vor Ort existieren insgesamt 21 Objekte, die unter Denkmalschutz stehen.

## Verkehr und Infrastruktur
Niederlustadt besaß am südwestlichen Rand seines Siedlungsgebiets den Bahnhof Lustadt an der Bahnstrecke Germersheim–Landau, der als gemeinsame Bahnstation mit Oberlustadt ausgelegt war. Das Empfangsgebäude ist von der Ausführung her nahezu identisch mit demjenigen von Westheim. Es handelt sich um einen Typenbau der Pfälzischen Eisenbahnen, der um 1870 errichtet wurde. Der einst umfangreiche Güterverkehr vor Ort spiegelte sich entsprechend in den Gleisanlagen wider. Getragen wurde er hauptsächlich durch die Verladung landwirtschaftlicher Produkte. Der Personenverkehr wurde 1984 eingestellt, in den 1990er Jahren folgte der Güterverkehr.  Rund einen Kilometer nördlich des Siedlungsgebiets verläuft in Ost-West-Richtung die Bundesstraße 272.

## Persönlichkeiten

### Söhne und Töchter des Ortes
- Martin Hemmer (1863–1947), katholischer Priester und Prälat
- Albert Multer (1904–1975), Fußballschiedsrichter

### Personen, die vor Ort gewirkt haben
- Johannes Kriebitzsch (1857–1938), Glasmaler, stattete 1892 die Fenster der katholischen Kirche St. Laurentius aus.